# Пауелл (Огайо)
Пауелл (англ. Powell) — місто (англ. city) в США, в окрузі Делавер штату Огайо. Населення — 14 163 особи (2020).

## Географія
Пауелл розташований за координатами 40°10′7″ пн. ш. 83°4′44″ зх. д. / 40.16861° пн. ш. 83.07889° зх. д. (40.168677, -83.078774).  За даними Бюро перепису населення США в 2010 році місто мало площу 12,78 км², з яких 12,77 км² — суходіл та 0,01 км² — водойми. В 2017 році площа становила 14,17 км², з яких 14,15 км² — суходіл та 0,01 км² — водойми.

## Демографія
Згідно з переписом 2010 року, у місті мешкало 11 500 осіб у 3796 домогосподарствах у складі 3227 родин. Густота населення становила 900 осіб/км².  Було 3975 помешкань (311/км²).
Расовий склад населення:
| - 88,5 % — білих - 7,5 % — азіатів - 1,9 % — чорних або афроамериканців - 0,1 % — корінних американців |

До двох чи більше рас належало 1,7 %. Частка іспаномовних становила 1,4 % від усіх жителів.
За віковим діапазоном населення розподілялося таким чином: 34,7 % — особи молодші 18 років, 57,6 % — особи у віці 18—64 років, 7,7 % — особи у віці 65 років та старші. Медіана віку мешканця становила 37,4 року. На 100 осіб жіночої статі у місті припадало 97,0 чоловіків;  на 100 жінок у віці від 18 років та старших — 92,9 чоловіків також старших 18 років.
Середній дохід на одне домашнє господарство  становив 151 064 долари США (медіана — 133 929), а середній дохід на одну сім'ю — 159 187 доларів (медіана — 147 344). За межею бідності перебувало 0,9 % осіб, у тому числі 1,1 % дітей у віці до 18 років та 0,0 % осіб у віці 65 років та старших.
Цивільне працевлаштоване населення становило 5935 осіб. Основні галузі зайнятості: освіта, охорона здоров'я та соціальна допомога — 26,7 %, науковці, спеціалісти, менеджери — 16,3 %, фінанси, страхування та нерухомість — 15,5 %.